# Ermengarda (regina di Provenza)
Ermengarda nota anche come Ermengarda d'Italia (852/855 – Vienne, prima del 2 giugno 896) è stata regina consorte di Provenza.

## Origine
Figlia di Ludovico II il Giovane (re d'Italia, poi Imperatore dall'855 ed anche re di Provenza) e di Engelberga, di cui non si conoscono gli ascendenti, ma quasi certamente, da parte di padre, erano della Sippe dei Supponidi, di origine franca e, secondo alcuni storici (vedi l'enciclopedia medievale tedesca, Lexikon des Mittelalters), Engelberga era probabilmente la figlia di Adelchi I conte di Parma e duca di Spoleto e secondo lo storico francese Christian Settipani, esperto di genealogie era cugina di Suppone III; mentre la madre, secondo lo storico, Jean-Noël Mathieu, poteva essere, Emma di Baviera, in quanto l'imperatore Carlo il Grosso la definisce sorella (dilectam sororem nostram).

## Biografia
Secondo un documento dell'aprile 868, il padre, Ludovico II, aveva fatto donazione alla madre, Engelberga, e a lei, di San Salvatore (un monastero caratterizzato da una tradizione di badesse reali) a Brescia, di cui, in quello stesso anno, sua madre, Engelberga sarebbe divenuta badessa.
Suo padre, Ludovico II cercando un accordo con l'Imperatore Romano d'Oriente (Basileus) Basilio I, fidanzò Ermengarda col figlio del Basileus, il co-imperatore, Symbatios/Costantino.
Nell'875, in data 26 febbraio Ermengarda ricevette dallo zio, Ludovico II il Germanico, re dei Franchi orientali, che nel documento la definisce, diletta nipote, alcune donazioni nel nord Italia
Con l'intento di limitare l'influenza di sua madre, Engelberga, i nobili provenzali, alla morte del padre, Ludovico II, elessero re di Provenza, Carlo il Calvo, re dei Franchi Occidentali, che era divenuto anche imperatore e re d'Italia. Bosone V di Arles, figlio del conte Bivin di Vienne (822-877), che era fedele a Carlo il Calvo, e da quest'ultimo, era stato nominato governatore in Italia con il titolo di dux, nell'877, secondo il cronista, Reginone, con grande magnificenza, sposò Ermengarda; secondo gli Annales Fuldenses, invece il conte di Provenza, Bosone, dopo aver avvelenato la propria (prima) moglie, rapì, con la forza, Ermengarda, per poterla sposare e poter avere pretese sul regno d'Italia.
Nell'878, il papa Giovanni VIII, minacciato dai Saraceni e da alcuni nobili italiani venne a rifugiarsi ad Arles, presso di lei ed il marito, Bosone.
Dopo che Bosone era stato eletto re dalla nobiltà provenzale nell'ottobre dell'879, ella partecipò alla difesa della Provenza contro gli attacchi dei Carolingi. Nell'estate e nell'autunno dell'880 difese Vienne, nella valle del Rodano, capitale del regno di Provenza, assediata dalle truppe dell'alleanza Carolingia: il re d'Italia e futuro imperatore Carlo il Grosso, il re dei Franchi occidentali Luigi III ed il re d'Aquitania e (nominale) di Provenza Carlomanno II. In novembre l'assedio fu tolto, per la defezione di Carlo il Grosso.
Infatti Carlo il Grosso, lasciato l'assedio di Vienne, si dovette recare a Roma per ricevere la corona imperiale dalle mani di papa Giovanni VIII (12 febbraio 881)

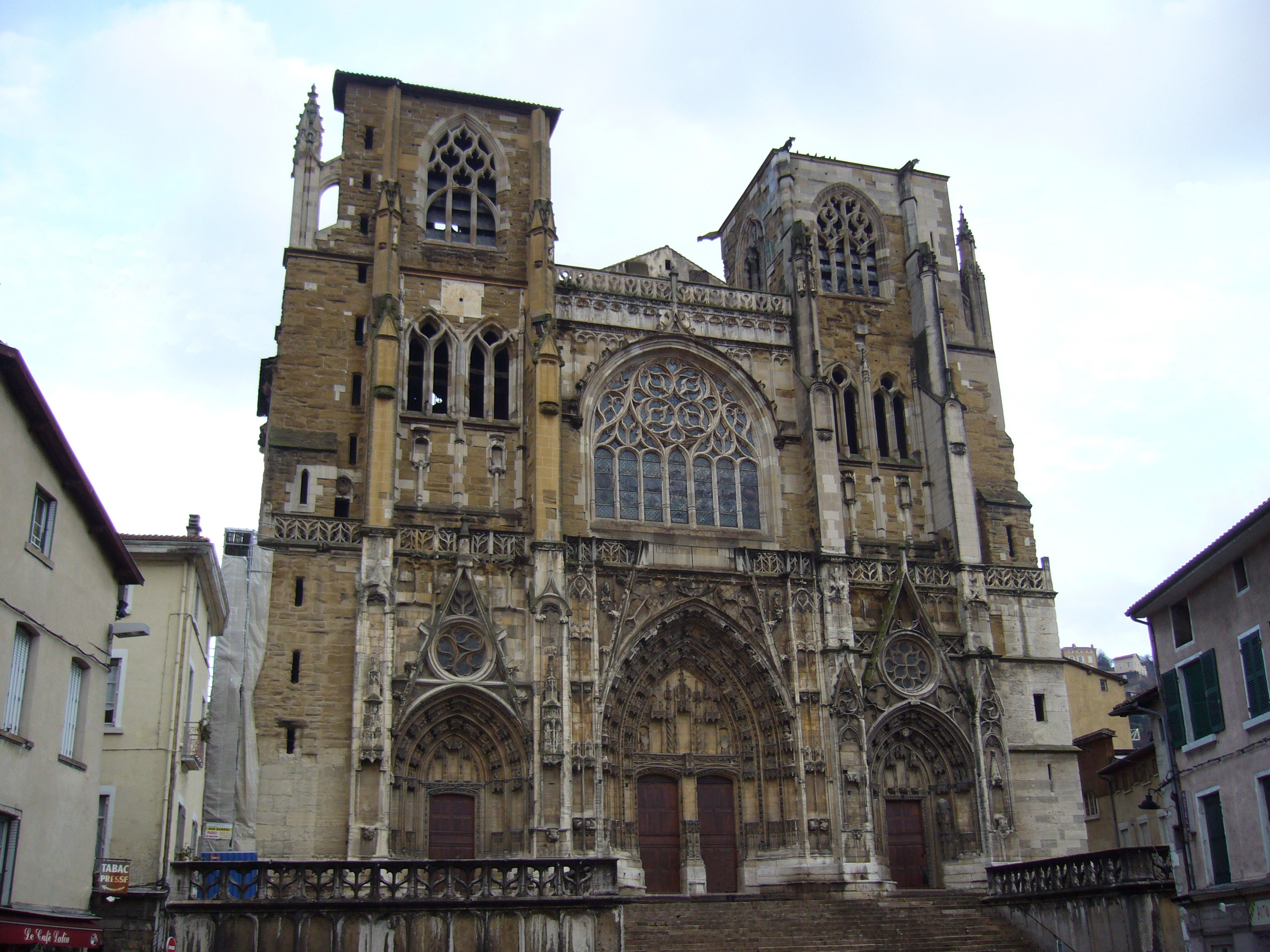
La cattedrale di San Maurizio a Vienne

Nell'agosto dell'881, mentre Bosone si era ritirato nel sud della Provenza, Vienne fu posta sotto assedio, per la seconda volta dalle truppe di Carlomanno (da poco più di un mese anche re dei Franchi occidentali), in cui militava anche suo cognato (fratello di Bosone), il duca di Borgogna, Riccardo il Giustiziere che, nell'882, riuscirono a conquistare la città, saccheggiarla e bruciarla. Secondo gli Annales Bertiniani, Ermengarda con la figlioletta, Engelberga, fu condotta nella contea di Autun, presso il cognato Riccardo il Giustiziere.
Nell'884, dopo la morte di Carlomanno II, re d'Aquitania, che dall'882, era anche re dei Franchi occidentali, Carlo il Grosso, che gli era subentrato, nei titoli, pur non riconoscendogli il titolo regale, concesse a Bosone il governo della Provenza.
Nell'887, alla morte del marito, Ermengarda, prese la reggenza del regno, col supporto del cognato Riccardo, per conto del figlioletto, Ludovico; nel maggio dello stesso anno, portò Ludovico dall'imperatore, Carlo il Grosso la ricevette promettendogli protezione per il figlio, l'erede di Bosone, Ludovico, a cui garantì la successione sul trono di Provenza e, secondo Timothy Reuter, lo nominò suo erede, forse perché lo riteneva suo nipote.
Nel maggio 889, Ermengarda andò a fare atto di sottomissione al nuovo re di Germania, Arnolfo, continuando ad esercitare la reggenza.
Morì nell'896, molto probabilmente a Vienne, dove fu inumata, nella cattedrale di san Maurizio.

## Figli
Ermengarda diede a Bosone tre figli:
- Engelberga (ca. 878-?), fidanzata, nell'878, con Carlomanno[13], figlio del re dei Franchi occidentali, Luigi II il Balbo, poi sposò, nel 900 circa, il duca d'Aquitania Guglielmo I il Pio (875-918);
- Ludovico III (880-928), re di Provenza, re d'Italia ed imperatore;
- Ermengarda (dopo 882[10]-dopo giugno 924), che viene citata un documento, datato 11 agosto 887, in cui Carlo il Grosso, senza farne il nome, la conferma nelle sue proprietà assieme al fratello e alla sorella[14]. Sposò il conte di Digione Manasse II di Châlon, figlio di Manasse I.

## Ascendenza
|                              |           |                       | Genitori                |  |  | Nonni |  |  | Bisnonni        |  |  | Trisnonni   |  |
|                              |           |                       |                         |  |  |       |  |  | Ludovico il Pio |  |  | Carlo Magno |  |
|                              |           |                       |                         |  |  |       |  |  | Ludovico il Pio |  |  | Carlo Magno |  |
|                              |           | Ildegarda             |                         |  |  |       |  |  | Ludovico il Pio |  |  |             |  |
| Lotario I                    |           |                       |                         |  |  |       |  |  | Ludovico il Pio |  |  |             |  |
|                              |           | Ermengarda di Hesbaye | Ingramm di Hesbaye      |  |  |       |  |  |                 |  |  |             |  |
|                              |           | Ermengarda di Hesbaye | Ingramm di Hesbaye      |  |  |       |  |  |                 |  |  |             |  |
|                              |           | Ermengarda di Hesbaye | Rotrude                 |  |  |       |  |  |                 |  |  |             |  |
| Ludovico II il Giovane       |           | Ermengarda di Hesbaye |                         |  |  |       |  |  |                 |  |  |             |  |
|                              |           | Ugo di Tours          | Liutfrido II di Sundgau |  |  |       |  |  |                 |  |  |             |  |
|                              |           | Ugo di Tours          | Liutfrido II di Sundgau |  |  |       |  |  |                 |  |  |             |  |
|                              |           | Ugo di Tours          | Iltrude di Wormsgau     |  |  |       |  |  |                 |  |  |             |  |
| Ermengarda di Tours          |           | Ugo di Tours          |                         |  |  |       |  |  |                 |  |  |             |  |
|                              |           | Ava/Bava              | …                       |  |  |       |  |  |                 |  |  |             |  |
|                              |           | Ava/Bava              | …                       |  |  |       |  |  |                 |  |  |             |  |
|                              |           | Ava/Bava              | …                       |  |  |       |  |  |                 |  |  |             |  |
| Ermengarda d'Italia          |           | Ava/Bava              |                         |  |  |       |  |  |                 |  |  |             |  |
|                              | Suppone I | …                     |                         |  |  |       |  |  |                 |  |  |             |  |
|                              | Suppone I | …                     |                         |  |  |       |  |  |                 |  |  |             |  |
|                              | Suppone I | …                     |                         |  |  |       |  |  |                 |  |  |             |  |
| Adelchi I di Spoleto (forse) | Suppone I |                       |                         |  |  |       |  |  |                 |  |  |             |  |
|                              |           | …                     | …                       |  |  |       |  |  |                 |  |  |             |  |
|                              |           | …                     | …                       |  |  |       |  |  |                 |  |  |             |  |
|                              |           | …                     | …                       |  |  |       |  |  |                 |  |  |             |  |
| Engelberga d'Alsazia         |           | …                     |                         |  |  |       |  |  |                 |  |  |             |  |
|                              |           | …                     | …                       |  |  |       |  |  |                 |  |  |             |  |
|                              |           | …                     | …                       |  |  |       |  |  |                 |  |  |             |  |
|                              |           | …                     | …                       |  |  |       |  |  |                 |  |  |             |  |
| …                            |           | …                     |                         |  |  |       |  |  |                 |  |  |             |  |
|                              |           | …                     | …                       |  |  |       |  |  |                 |  |  |             |  |
|                              |           | …                     | …                       |  |  |       |  |  |                 |  |  |             |  |
|                              |           | …                     | …                       |  |  |       |  |  |                 |  |  |             |  |
|                              |           | …                     |                         |  |  |       |  |  |                 |  |  |             |  |

### Fonti primarie
- (LA) Monumenta Germanica Historica, tomus primus (archiviato dall'url originale l'11 marzo 2016).
- (LA) Annales Bertiniani.
- (LA) Monumenta Germaniae Historica, Diplomata Karolinorum, tomus IV (archiviato dall'url originale il 6 ottobre 2013).
- (LA) Monumenta Germaniae Historica, Diplomata Regum Germaniae ex Stirpe Karolinorum, tomus II (archiviato dall'url originale il 28 giugno 2013).
- (LA) Monumenta Germaniae Historica, Diplomata Regum Germaniae ex Stirpe Karolinorum, tomus I (archiviato dall'url originale l'8 settembre 2016).

### Letteratura storiografica
- René Poupardin, I regni carolingi (840-918), in «Storia del mondo medievale», vol. II, 1999, pp. 583–635
- Louis Halphen, Il regno di Borgogna, in «Storia del mondo medievale», vol. II, 1999, pp. 807–821